# Pediobius petiolatus
Pediobius petiolatus är en stekelart som först beskrevs av Maximilian Spinola 1808.  Pediobius petiolatus ingår i släktet Pediobius och familjen finglanssteklar. Inga underarter finns listade i Catalogue of Life.